# Power of Omens
Power of Omens war eine US-amerikanische Progressive-Metal-Band aus San Antonio, Texas, die im Jahr 1994 gegründet und 2005 aufgelöst wurde.

## Geschichte
Die Band wurde im Jahr 1994 gegründet und bestand aus Gitarrist David Gallegos, Schlagzeuger Alex Arellano und Sänger Chris Salinas. Anfang 1996 nahmen sie ihr erstes Demo auf. Kurz darauf kam Bassist Matt Williamson zur Besetzung. Im Anschluss begannen die Arbeiten zum Debütalbum. Nachdem 1997 ein weiteres Demo erschienen war, erreichte die Band einen Vertrag bei DCA Recordings. Danach setzte die Band ihre Arbeiten zum Debütalbum fort, jedoch trennte sich die Gruppe wieder nach einem Jahr von ihrem Label, bevor das Album veröffentlicht werden konnte. Anfang 1998 unterzeichnete die Band einen Vertrag bei Elevate Records und die Aufnahmen zum Album Eyes of the Oracle begannen. Das Album erschien im Juni desselben Jahres. Vor der Veröffentlichung verließ Bassist Williamson die Band und wurde durch Henry Sanchez ersetzt. Zudem war nun auch Keyboarder Andrew Sanchez in der Besetzung vertreten. Der Veröffentlichung folgten diverse Live-Auftritte. Unfortunately, Nach den ersten Auftritten im Jahr 1999, verließ Andrew Sanchez die Band wieder, dem kurze Zeit später auch Henry Sanchez folgte. Danach nahm die Band ein Lied für ein Queensrÿche-Tribute-Album auf, das im Jahr 2000 bei Seigen Records unter dem Namen Warning, Raging Minds of Empires veröffentlicht wurde. Danach kam Bassist Chris Herring zur Besetzung. Er hatte seinen ersten Auftritt auf dem ProgPower USA im Jahr 2001, was auch der erste Auftritt ohne echten Keyboarder sein sollte. Stattdessen wurde ein Sequenzer eingesetzt. Danach verkündete Elevate Records seinen Bankrott, sodass sich die Veröffentlichung des zweiten Albums Rooms of Anguish verzögerte. Gegen Ende des Jahres 2002 erreichte die Band einen Vertrag bei Metal Ages Records, sodass das Album im Februar 2003 bei diesem Label erschien. Im Jahr 2005 gab die Band ihre Auflösung bekannt.

## Stil
Die Band spielt klassischen Progressive Metal, wobei der Gesang an den von Geoff Tate (Queensrÿche) erinnert.

## Diskografie
- Demo '96 (Demo, 1996, Eigenveröffentlichung)
- Demo '97 (Demo, 1997, Eigenveröffentlichung)
- Eyes of the Oracle (Album, 1998, Elevate Records)
- Rooms of Anguish (Album, 2003, Metal Ages Records)